# Taylor Tomlinson
Taylor Elyse Tomlinson (Condado de Orange, 4 de noviembre de 1993) es una comediante estadounidense. Ha lanzado tres especiales de stand up de Netflix llamados Quarter-Life Crisis (2020), Look At You (2022) y Have It All (2024). Es la presentadora del programa nocturno de CBS After Midnight, estrenado el 17 de enero del 2024.

## Primeros años de vida
Taylor Elyse Tomlinson nació en el condado de Orange, California. Se crio en Temecula, California, donde se graduó de la escuela secundaria Temecula Valley. Asistió brevemente a la Universidad Politécnica Estatal de California en San Luis Obispo, antes de transferirse a un colegio comunitario en el área metropolitana de San Diego para estar más cerca de los clubes de comedia para su carrera. Luego asistió a la Universidad Estatal de California en San Marcos antes de abandonarla para dedicarse a su incipiente carrera de comediante a tiempo completo. Ella y sus tres hermanos menores crecieron en una familia cristiana devota, lo que ocupa un lugar destacado en sus rutinas de comedia. Cuando tenía ocho años, su madre murió de cáncer. Su padre se volvió a casar un año después.

## Carrera
Tomlinson comenzó a actuar en comedia cuando tenía 16 años, después de que su padre la inscribiera en una clase de monólogo. Actuó en sótanos de iglesias, escuelas y cafeterías. Se convirtió en una de las 10 finalistas del top 10 en la novena temporada de Last Comic Standing de NBC en 2015, y Variety la nombró uno de los «10 mejores cómicas para ver» en el Festival Just for Laughs de 2019. Ha aparecido en The Tonight Show, Conan y varias producciones de Comedy Central. Desarrolló una comedia de situación para ABC en 2017, pero no fue elegida para un piloto. Realizó un set de 15 minutos en un episodio de la serie de stand up de Netflix The Comedy Lineup en el 2018.
El primer especial de comedia de Netflix de Tomlinson, Quarter-Life Crisis, se estrenó en marzo de 2020. Más tarde ese año, realizó una gira con la también comediante Whitney Cummings en el Codependent Tour. También formó parte del podcast Self-Helpless con sus compañeros comediantes Kelsey Cook y Delanie Fischer ese año. En 2021, inició su propio podcast llamado Sad in the City. Fue incluida en la lista Forbes 30 Under 30 en diciembre de 2021. Su segundo especial de stand up de Netflix, Look At You, se estrenó en marzo de 2022.
El 1 de noviembre de 2023, fue anunciada como presentadora del programa nocturno de CBS, After Midnight, que se estrenará a principios de 2024.

## Redes sociales
Tomlinson ha tenido mucho éxito usando TikTok, convirtiéndola en la séptima comediante más seguida en la plataforma en 2022. Su popularidad la ayudó a conseguir el patrocinio de Hotels.com, que promociona en TikTok. En 2021, Tomlinson comenzó a presentar un pódcast de vídeo, distribuido en YouTube, titulado Sad in the City.

## Influencias
Tomlinson ha dicho que sus dos mayores influencias en la comedia son Brian Regan y Maria Bamford. Ella dijo sobre ellos: «Me encantaba Brian Regan y Maria Bamford cuando era más joven, y todavía los amo. Regan es uno de los grandes y también la mejor persona. Y podías escucharlo con toda tu familia y saber que todos lo disfrutarían. Me encanta todo lo que hace Maria Bamford. Es muy diferente de cualquier otra persona y habla sobre la salud mental de una manera tan hilarante, vulnerable y sorprendente». También continuó diciendo que Richard Pryor, Dave Chappelle, Conan O'Brien, Bert Kreischer y John Mulaney son personas a las que idolatra.

## Vida personal
Tomlinson dijo en su especial de stand up, Look at You, que una vez estuvo comprometida, pero lo canceló antes de grabar su primer especial. Su material de stand up hace referencia a sus experiencias con problemas de salud mental, incluida la depresión, y en Look at You habla sobre el diagnóstico de trastorno bipolar.
Tomlinson estuvo en una relación con el también comediante Sam Morril desde marzo de 2020 hasta febrero de 2022.